# Женщины, готовые к смерти
«Женщины, готовые к смерти» (др.-греч. Κωνειαζόμεναι; буквальный перевод — «Женщины, намеревающиеся принять яд») — комедия древнегреческого драматурга Менандра (IV—III века до н. э.), из текста которой сохранился только один фрагмент на папирусе II века н. э., опубликованный Ф. Церетели в 1909 году. Этот отрывок относится к последнему действию, по нему можно понять, что герои уже уладили все проблемы и что финал, в соответствии с законом жанра, приведёт к свадьбе. С чем связано название пьесы, неясно.
Один из источников сообщает, что в тексте комедии упоминался Эпименид.